# Kapverdesparv
Kapverdesparv (Passer iagoensis) är en fågel i familjen sparvfinkar inom ordningen tättingar, endemisk för Kap Verdeöarna där den är vanligt förekommande.

## Utseende
Kapverdesparven är en liten sparvfink med en kroppslängd på 12,5–13 cm. Den liknar gråsparven och har likt denna helt olika dräkter hos hanen och honan.
Hanen har svart eller gråsvart hjässa och ögonstreck, grå nacke och en liten vit fläck på pannans nedre del. Huvudsidan är djupt kanelfärgad, framför allt ovan ögat. Skapularerna är bruna och vita, medan resten av ovansidan är svart- och beigestreckat brun. Kinder och undersida är blekgrå men en liten svart haklapp.
Honan är gråbrun med svartstreckade vingar och bröst samt blekgrå undersida. Den är mycket lik gråsparvshonan men har tydligare blekt ögonbrynsstreck. Ungfåglarna liknar honan, men unga hanar har från tidig ålder mer kastanjefärgad anstrykning samt spår av en svart haklapp.

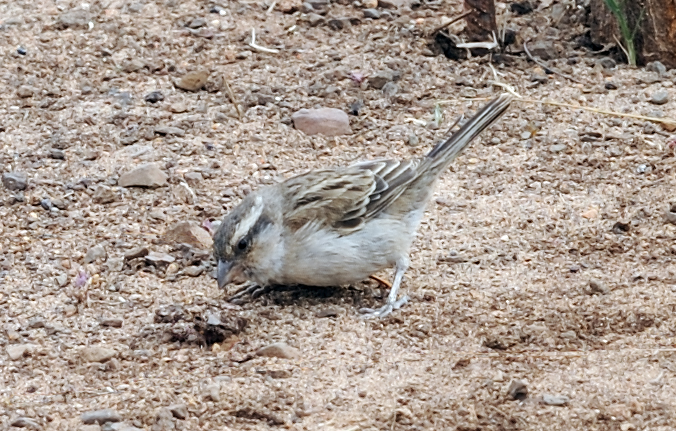
Adult hona.

## Utbredning
Kapverdesparven förekommer endast i ögruppen Kap Verdeöarna. Där är den vanligt förekommande den på de flesta öar förutom Fogo, dock fåtalig på Santa Luzia, Branco och Sal. Maj 2013 hittades fyra kapverdesparvar i Hansweert, Nederländerna. De hade liftat med en båt som passerat förbi ön Raso.

## Taxonomi
Det första exemplaret insamlades av Charles Darwin under det första stoppet på hans andra resa med HMS Beagle, vid Kap Verdeön Santiago, som då kallades St. Jago. Den beskrevs sedan av John Gould, i 1837 års utgåva av tidskriften Proceedings of the Zoological Society of London, under det vetenskapliga namnet Pyrgita iagoensis. När Gould senare skrev  The Zoology of the Voyage of H.M.S. Beagle tillsammans med Darwin och tre andra zoologer 1841, placerades arten i släktet Passer, där den fortfarande är placerad.
Tidigare ansågs kapverdesparven vara närbesläktad med artkomplexet kring akaciasparven (P. motitiensis), så pass att den tidvis behandlats som en underart. Vidare studier har dock visat på betydande morfologiska skillnader samt att den genetiskt troligen står närmare gråsparven och spansk sparv.

## Levnadssätt

### Habitat
Kapverdesparven förekommer i en rad olika miljöer, som platta lavalslätter, kustnära klippor, bergspass och jordbruksområdens kanter upp till 1.200 meters höjd. Den hittas också nära människan kring bebyggelse och i trädgårdar, där den till viss del samexisterar med gråsparven som även förekommer i ögruppen. Gråsparven tenderar dock att ses närmare tät bebyggelse, medan kapverdesparven hittas främst kring träd och öppna ytor. Närbesläktade arten spansk sparv förekommer också i kapverdeöarna, men ses till skillnad från kapverdesparven i bördig odlingsbygd och bland stora träd.

### Beteende
Kapverdesparven är sällskaplig både under födsök och häckning. Utanför häckningssäsongen ses de alltid i flockar, gärna med andra arter, till och med sångare som svarthätta och kapverdesångare. Den är inte särskilt skygg och man kan komma den nära till och med när den ligger på bo. På den isolerade ön Raso är den extra tam och kan till och med sätta sig på människor utan tillstymmelse till rädsla.
Eftersom tillgången på färskvatten är mycket begränsad ses den i stora samlingar där det finns. Liksom andra sparvfinkar i Passer ses den sandbada i små grupper, ett beteende som är nödvändigt för att rengöra sig när vatten inte finns att tillgå.
Kapverdesparven födosöker mestadels på marken där den rör sig rastlöst lite som en mus. Den livnär sig huvudsakligen av gräsfrön och majskorn som är den vanligaste grödan i Kap Verdeöarna. Den kan även inta insekter, växtskott samt liksom gråsparven matrester kring bebyggelse. Ungarna matas dock uteslutande med insekter.

### Häckning
Kapverdesparven inleder häckningen i augusti och september i samband med regnsäsongen. Häckningssäsongen kan dock anpassas till vädret och är ofta utdragen så att vissa par redan har flygga ungar samtidigt som andra inleder bobygget. Hanen börjar bygga boet men så fort de bildat par hjälps de åt. Fågeln häckar i lösa små kolonier med som mest 10 par. Boet placeras i ett hål eller skreva i en klippa, mur eller vägg.
Honan lägger tre till fem ägg. Det är mestadels honan som ruvar och matar ungarna, men efter att ungarna blir flygga är hanen mer deltagande.

## Status och hot
Även om arten har ett begränsat utbredningsområde och på så sätt är känslig för oförutsedda förändringar i dess levnadsmiljö betraktas den inte som hotad av internationella naturvårdsunionen IUCN som därför kategoriserar den som livskraftig (LC). Det exakta beståndet är inte känt till antal, men den beskrivs generellt som vanlig eller ganska vanlig.

## Namn
Fågelns vetenskapliga artnamn syftar på ön São Tiago.